# 柳原三郎
柳原 三郎（やなぎはら さぶろう、1914年（大正3年）7月3日 - 1990年（平成2年）1月25日）は、昭和期の実業家、政治家。衆議院議員。

## 経歴
岐阜県岐阜市出身。1932年（昭和7年）岐阜県立岐阜中学校（現岐阜県立岐阜高等学校）を卒業。その後、日本大学を卒業した。
岐阜県会議員に選出され、司法保護委員も務めた。柳原工業工場長、同取締役副社長、岐阜商工会議所議員、岐阜県体育協会長などを歴任。岐阜青年連盟主幹に就任し『暁鐘』を主宰した。
1949年（昭和24年）1月の第24回衆議院議員総選挙で岐阜県第1区に民主党公認で出馬して初当選。その後、1953年（昭和28年）4月の第26回総選挙まで再選され、衆議院議員に連続3期在任した。この間、民主党遊説副部長、同国際局情報部長、改進党中央常任委員、同組織委員会副委員長、同中小企業兼労働組織部長、同党務副委員長、日本民主党遊説局次長などを務めた。その後、第28回総選挙まで連続2回立候補したがいずれも落選した。
後に岐阜県自転車振興会理事に就任した。